# 丹·詹森 (壁球运动员)
丹·詹森（英語：Dan Jenson，1975年6月20日—），生于布里斯班，澳大利亚男子壁球运动员。他曾代表澳大利亚参加2006年英联邦运动会壁球比赛，获得男子双打铜牌。